# 大阪ソーダ
株式会社大阪ソーダ（おおさかソーダ、英: OSAKA SODA CO.,LTD.）は、大阪市西区に本社がある日本の化学メーカー。

## 概要
帝国人造絹糸（現・帝人）等、関西財界が中心となって設立された代表的企業の一社。みどり会の会員企業であり三和グループに属している。1913年（大正2年）9月、日本で初めて電解ソーダの工業的連続製造法（大曹式水銀法電解ソーダ製法）を確立し、高純度の苛性ソーダを生産した。
電解技術を基に基礎化学品や機能化学品の製造をおこなっている。その他にも医薬品原薬・中間体、電極、住宅関連や資源リサイクルなどの事業も手掛けており、世界トップクラスの製品を多数取り扱っている。
1988年（昭和63年）、業容拡大に伴い社名を大阪曹達株式会社からダイソー株式会社に変更したが、創業100年を迎えた2015年に社名を株式会社大阪ソーダに変更し、実質的に旧名に復した。

## 事業内容
基礎化学品事業
苛性ソーダ、塩素、アリルクロライド、エピクロルヒドリン 他
機能性化学品事業
アリルエーテル類、エピクロルヒドリンゴム、ジアリルフタレート樹脂（ダップ樹脂）、液体クロマトグラフィー用シリカゲル、シランカップリング剤 他
次世代事業
医薬品原薬・中間体、電極　他
その他の事業
建材、生活用品、資源リサイクル、β-グルカン　他

## 沿革
- 1915年（大正4年） - 大阪曹達株式会社として創業。
- 1949年（昭和24年） - 大阪証券取引所第1部に株式公開。
- 1953年（昭和28年） - 東京証券取引所第1部に株式公開。
- 1988年（昭和63年） - 社名をダイソー株式会社に改称。
- 1990年（平成2年） - ドイツにデュッセルドルフ事務所を設立。
- 2002年（平成14年） - 蝶理ケミカル株式会社を完全子会社化し、社名をダイソーケミカル株式会社とする。
- 2008年（平成20年） - サンヨーファイン株式会社の全株式を取得し子会社化。
- 2010年（平成22年）
  - 9月 - 株式会社食品バイオ研究センターの全株式を取得し子会社化。
  - 12月 - 子会社のサンヨーファイン株式会社が同じく子会社の株式会社食品バイオ研究センターを吸収合併。
- 2013年（平成25年）- 旭化成ケミカルズとの合弁事業を解消し、岡山化成を完全子会社化[5][6]。株式会社インペックスの全株式を取得し子会社化。
- 2015年（平成27年）10月 - 株式会社大阪ソーダに改称[4]。
- 2021年（令和3年）7月 - 岡山化成を吸収合併[7]。

## 工場

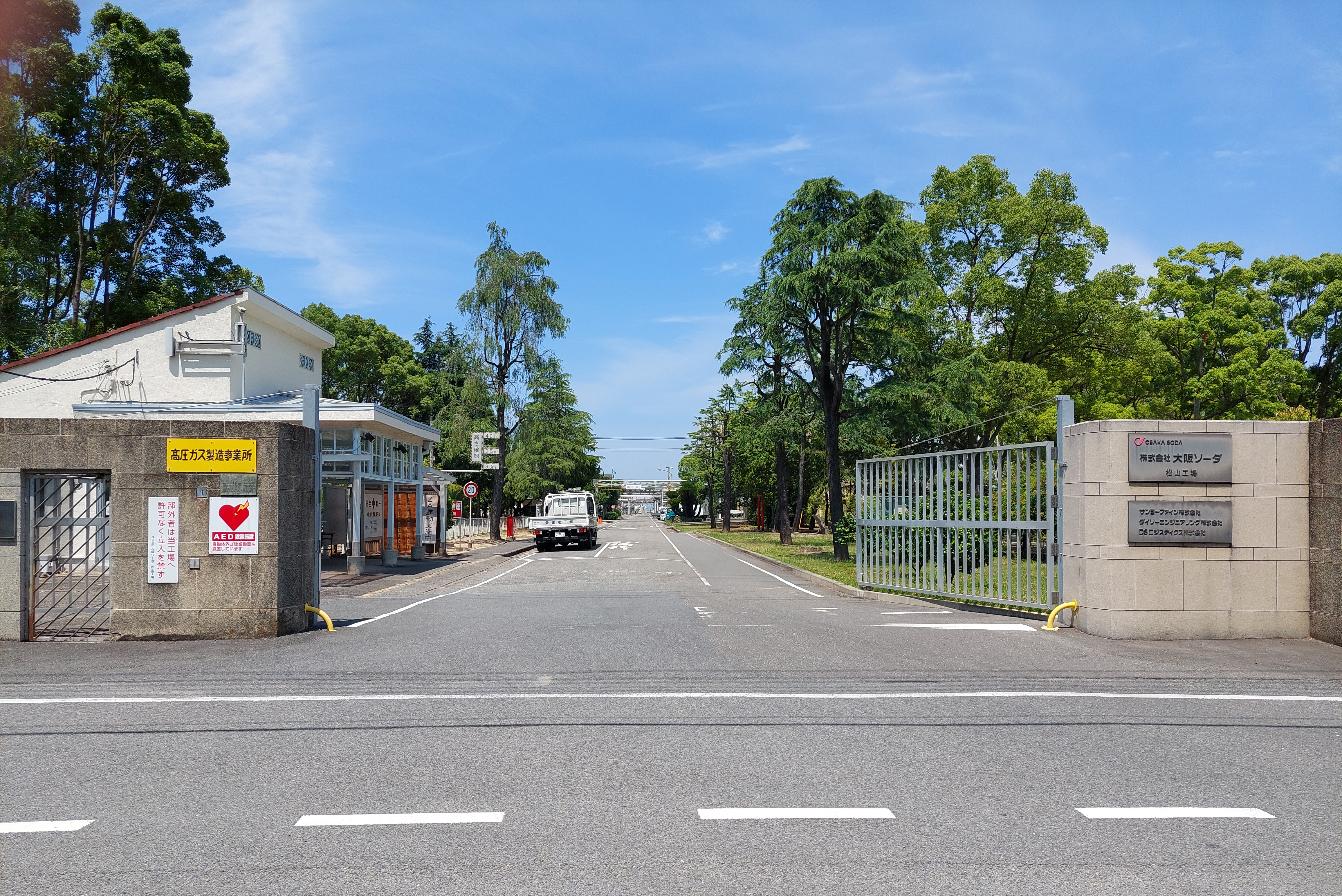
松山工場

- 小倉工場（福岡県北九州市小倉北区）
- 尼崎工場（兵庫県尼崎市）
- 松山工場（愛媛県松山市）
- 水島工場（岡山県倉敷市）

## 関連会社
- ダイソーケミカル株式会社
- ダイソーエンジニアリング株式会社
- 株式会社ジェイ・エム・アール
- DSロジスティクス株式会社
- DSウェルフーズ株式会社
- サンヨーファイン株式会社
- サンヨーファイン医理化テクノロジー株式会社
- ダイソーインシュアランス株式会社
- 株式会社INBプランニング